# Liste der deutschen Bundesländer nach Bevölkerungsdichte
Die Liste der deutschen Bundesländer nach Bevölkerungsdichte sortiert die 16 Bundesländer der Bundesrepublik Deutschland nach ihrer Bevölkerungsdichte. Alle Angaben beruhen auf Daten des Statistischen Bundesamtes.
| Bundesland             | 1995  | 2000  | 2005  | 2010  | 2017  | 2021  | 2022  |
| ---------------------- | ----- | ----- | ----- | ----- | ----- | ----- | ----- |
| Baden-Württemberg      | 289   | 294   | 300   | 301   | 308   | 311   | 316   |
| Bayern                 | 170   | 173   | 177   | 178   | 184   | 187   | 190   |
| Berlin                 | 3.897 | 3.793 | 3.807 | 3.899 | 4.055 | 4.127 | 4.214 |
| Brandenburg            | 86    | 88    | 87    | 85    | 84    | 86    | 87    |
| Bremen                 | 1.682 | 1.633 | 1.641 | 1.576 | 1.624 | 1.613 | 1.632 |
| Hamburg                | 2.262 | 2.271 | 2.309 | 2.366 | 2.424 | 2.455 | 2.506 |
| Hessen                 | 285   | 287   | 289   | 287   | 296   | 298   | 303   |
| Mecklenburg-Vorpommern | 79    | 77    | 74    | 71    | 69    | 69    | 70    |
| Niedersachsen          | 163   | 166   | 168   | 166   | 167   | 168   | 171   |
| Nordrhein-Westfalen    | 525   | 528   | 530   | 523   | 525   | 525   | 532   |
| Rheinland-Pfalz        | 200   | 203   | 204   | 202   | 205   | 207   | 209   |
| Saarland               | 422   | 416   | 409   | 396   | 387   | 382   | 386   |
| Sachsen                | 248   | 240   | 232   | 225   | 221   | 219   | 221   |
| Sachsen-Anhalt         | 134   | 128   | 121   | 114   | 109   | 106   | 107   |
| Schleswig-Holstein     | 173   | 177   | 179   | 179   | 183   | 185   | 187   |
| Thüringen              | 155   | 150   | 144   | 138   | 133   | 130   | 131   |
| Deutschland            | 229   | 230   | 231   | 229   | 232   | 233   | 236   |